# Reitzenhain
Reitzenhain je vesnice, místní část velkého okresního města Marienberg v německé spolkové zemi Sasko. Nachází se v zemském okrese Krušné hory a má 276 obyvatel.

## Geografie
Leží na hřebeni Krušných hor v nadmořské výšce 750 metrů, na německo-české hranici u hraničního přechodu Hora Svatého Šebestiána. Rozkládá se podél silnice 174, která vede z Chemnitz přes Zschopau a Marienberg do Čech, kde pokračuje jako silnice I/7 do Chomutova. Až do sedmdesátých let 20. století byl Reitzenhain spojen s Chomutovem i s Chemnitz železniční tratí Křimov–Reitzenhain.

## Obyvatelstvo
Roku 1990 zde žilo ještě 659 obyvatel. V roce 2007 už jen 345.